# Heteroserolis levidorsata
Heteroserolis levidorsata là một loài chân đều trong họ Serolidae. Loài này được Harrison & Poore miêu tả khoa học năm 1984.